# Taça dos Campeões Estaduais Rio–São Paulo
A Taça dos Campeões Estaduais Rio–São Paulo ou Copa dos Campeões Estaduais de São Paulo e do Rio de Janeiro são nomes genéricos de confrontos, por vezes amistosos, por vezes oficiais, entre os recém-campeões dos campeonatos estaduais de futebol do Rio de Janeiro e de São Paulo, alguns dos quais com nome próprio de competição.
Foi promovida, inicialmente, através de uma parceria entre a LMSA (embrião da atual FERJ) e LPF (embrião da atual FPF). A primeira edição foi realizada em 1911, sob o nome de Taça Salutaris. Na ocasião, o Athletica das Palmeiras levou a melhor sobre o Botafogo, vencendo o confronto disputado em solo paulista.

## Antecedente
Em 1907, foi jogada a Taça Brasil, disputa de ida-e-volta entre a Seleção Carioca e a Seleção Paulista. Foi vencida por esta.

## História
Uma partida entre os campeões de RJ e SP era muito valorizada no começo do século, tratando-se do "tira-teima" entre os representantes dos dois maiores centros de futebol do Brasil - as principais equipes do futebol brasileiro, à época, estavam restritas ao eixo Rio-São Paulo. Com a criação do Torneio Rio-São Paulo, que, por sua vez, evoluiu para o atual Campeonato Brasileiro de Futebol, a disputa perdeu boa parte do seu apelo.
A disputa dos campeões era decidida, geralmente, em apenas uma partida, ou em um melhor de dois ou três jogos (dependendo da edição e dos critérios de desempate em vigor na época). Quase sempre valia uma taça, oferecida pelas federações estaduais, pelos clubes, ou mesmo importantes personalidades e empresas da época, não possuindo caráter oficial quando não organizadas pelas federações.
Alguns historiadores creditam a primeira disputa à Taça Salutaris de 1911, disputada entre os campeões paulista e carioca de 1910. Em algumas oportunidades, os participantes ainda não eram campeões matematicamente, mas adiantaram a disputa e confirmaram seus títulos estaduais em seguida.
A Taça Ioduran, organizada pelas ligas carioca e paulista, foi a primeira competição interestadual oficial do Brasil, segundo o jornalista Tomás Mazzoni, em seu livro História do futebol no Brasil. O troféu saiu de cena após disputas entre Fluminense e Paulistano pela posse. Apenas uma edição foi jogada, a de 1918. Em 1917, o Paulistano se recusou a jogar no Rio de Janeiro. Em 1919, não ocorreu em razão da paulista APEA suspender os jogos interestaduais de seus clubes filiados, após controvérsia envolvendo a transferência do zagueiro Luiz Palamone, do Mackenzie, para o Botafogo, da LMTD. Conforme explica Fernandez (2016, pp. 240-241) citando Mazzoni (1950): "O clube paulista acusou o clube carioca de aliciar o jogador com ofertas financeiras, a LMDT confirmou a transferência e a APEA rompeu com essa entidade, como a CBD ficou ao lado da LMTD, a APEA também rompeu com a CBD". Em sua lista oficial de títulos, o America, campeão por w.o em 1917, a cita, mas diferenciando da "Taça dos Campeões Rio/SP" de 1935.
Em 1920, foi jogado o Campeonato Brasileiro de Clubes Campeões, triangular de turno único organizado pela CBD, envolvendo os campeões carioca e paulista de 1919, além do campeão gaúcho, o Brasil de Pelotas. No jogo entre estes dois primeiros, o Paulistano venceu o Fluminense por 4 a 1, no Estádio das Laranjeiras, garantindo o título (já havia vencido o time pelotense). A realização deste jogo foi condição para que o Paulistano entregasse a Taça Ioduran ao Fluminense, que houvera sido declarado campeão pela LMTD. Em 1921, foi feito um acordo para que o troféu da Taça Ioduran ficasse no Museu do Ipiranga, em São Paulo.
No caso da edição de 1956, o jornal O Estado de São Paulo, da mesma data do jogo, afirma tratar-se de jogo interestadual amistoso entre os vigentes campeões dos 2 estados. Até janeiro de 2013, a lista de títulos do site oficial do Flamengo não listava  (nem mesmo como título amistoso) entre suas conquistas a suposta edição de 1956, tendo passado a listá-la posteriormente. O site do Botafogo, sobre seu título conquistado em 1931, afirma que as taças "eram consideradas pelo público esportivo como um tira-teima para definir o campeão honorário do país". O jornal Gazeta Popular, afirma que a edição de 1931 definiria o campeão brasileiro de clubes daquele ano. O São Paulo (maior campeão da competição com 11 títulos) em seu site oficial listou 10 Taças como Títulos oficiais (1931, 1943, 1946, 1948, 1953, 1957, 1975, 1980, 1985 e 1987)
A Inter de Limeira, em seu site oficial, lista a conquista de 1986 como "Campeã do Torneio Interestadual RJ-SP".
A expressão "Campeão dos Campeões" do hino do Corinthians diz respeito à vitória na edição disputada em 1929, contra o Vasco da Gama, apesar desta edição não ter tido caráter oficial, mas amistoso. No site oficial do Corinthians, a edição de 1930 está registrada como Taça (Apea) e a edição de 1941 como Taça de Campeões Rio-São Paulo. A edição de 1947, vencida pelo Palmeiras sobre o Vasco da Gama, ficou conhecida pela alcunha de Troféu Mito.

## Campeões
| Ano              | Final                               | Final                               | Final                               |
| Ano              | Campeão                             | Placar(es)                          | Vice-campeão                        |
| ---------------- | ----------------------------------- | ----------------------------------- | ----------------------------------- |
| 1911[a] Detalhes | A.A. das Palmeiras                  | 4 – 2 2 – 0                         | Botafogo                            |
| 1912[b]          | Americano                           | 3 – 0                               | Botafogo                            |
| 1913             | Nenhuma equipe foi declarada campeã | Nenhuma equipe foi declarada campeã | Nenhuma equipe foi declarada campeã |
| 1914             | São Bento                           | 1 – 0                               | Flamengo                            |
| 1917[c]          | America                             | W.O.                                | Paulistano                          |
| 1918[c]          | Paulistano                          | 3 – 2                               | Fluminense                          |
| 1919[c]          | Fluminense                          | W.O.                                | Paulistano                          |
| 1926[d]          | Palestra Itália                     | 3 – 0                               | São Cristóvão                       |
| 1928             | Nenhuma equipe foi declarada campeã | Nenhuma equipe foi declarada campeã | Nenhuma equipe foi declarada campeã |
| 1929 Detalhes    | Corinthians                         | 4 – 2 3 – 2                         | Vasco da Gama                       |
| 1931 Detalhes    | Botafogo                            | 0 – 2 7 – 1                         | Corinthians                         |
| 1932             | São Paulo                           | 3 – 1                               | America                             |
| 1934[e]          | Palestra Itália                     | 1 – 1                               | Vasco da Gama                       |
| 1935             | America                             | 2 – 3 1 – 0 3 – 1                   | Portuguesa                          |
| 1936             | Vasco da Gama                       | 0 – 0 3 – 1                         | Palestra Itália                     |
| 1941             | Corinthians                         | 5 – 2                               | Fluminense                          |
| 1942[f]          | Palmeiras                           | 3 – 0                               | Flamengo                            |
| 1943             | São Paulo                           | 3 – 0                               | Flamengo                            |
| 1944[g]          | Flamengo Palmeiras                  | 3 – 3                               |                                     |
| 1945             | São Paulo                           | 2 – 1                               | Vasco da Gama                       |
| 1946             | São Paulo                           | 3 – 1                               | Fluminense                          |
| 1947[h]          | Palmeiras                           | 2 – 1 1 – 3 2 – 1                   | Vasco da Gama                       |
| 1948             | São Paulo                           | 2 – 1                               | Botafogo                            |
| 1953             | São Paulo                           | 3 – 1 1 – 0                         | Flamengo                            |
| 1955             | Flamengo                            | 2 – 1                               | Santos                              |
| 1956             | Santos                              | 4 – 2                               | Vasco da Gama                       |
| 1957[i]          | São Paulo                           | 5 – 2                               | Botafogo                            |
| 1961             | Botafogo                            | 3 – 0                               | Santos                              |
| 1975[j]          | São Paulo                           | 1 – 0                               | Fluminense                          |
| 1980[j]          | São Paulo                           | 2 – 1                               | Fluminense                          |
| 1985             | São Paulo                           | 2 – 2 2 – 0                         | Fluminense                          |
| 1986             | Inter de Limeira                    | 3 – 0                               | Flamengo                            |
| 1987[j]          | São Paulo                           | 2 – 1                               | Vasco da Gama                       |

a. ^  A Edição de 1911 foi disputada sob o nome de Taça Salutaris.

b. ^  A Edição de 1912 foi disputada sob o nome de Troféu Interestadual.

c. ^  As Edições de 1917, 1918 e 1919 foram disputadas sob o nome de Taça Ioduran.

d. ^  A Edição de 1926 foi disputada sob o nome de Taça Guaraná Espumante Zanotta.

e. ^  O Palestra Itália foi declarado campeão da Edição de 1934, porém não são conhecidos os critérios que determinaram a conquista, após empate no jogo único.

f. ^  A Edição de 1942 foi disputada sob o nome de Taciano de Oliveira.

g. ^  A Edição de 1944 teve as duas equipes aclamadas como campeãs.

h. ^  A Edição de 1947 foi disputada sob o nome de Taça Mito.

i. ^  A partida disputada pela Edição de 1957 valia também pelo Torneio Rio São Paulo.

j. ^  As partidas disputadas pelas Edições de 1975, 1980 e 1987 valiam também pelo Campeonato Brasileiro.

## Títulos por equipe
| Clube (Cidade)                      | Títulos | Anos do Títulos                                                   | Vices | Anos dos Vices                      |
| ----------------------------------- | ------- | ----------------------------------------------------------------- | ----- | ----------------------------------- |
| São Paulo (São Paulo)               | 11      | 1931, 1943, 1945, 1946, 1948, 1953, 1957, 1975, 1980, 1985 e 1987 | 0     |                                     |
| Palmeiras (São Paulo)               | 5       | 1926, 1934, 1942, 1944 e 1947                                     | 1     | 1936                                |
| Flamengo (Rio de Janeiro)           | 2       | 1944 e 1955                                                       | 5     | 1914, 1942, 1943, 1953 e 1986       |
| Botafogo (Rio de Janeiro)           | 2       | 1930 e 1961                                                       | 4     | 1911, 1912, 1948 e 1957             |
| America (Rio de Janeiro)            | 2       | 1917 e 1935                                                       | 1     | 1932                                |
| Corinthians (São Paulo)             | 2       | 1929 e 1941                                                       | 1     | 1930                                |
| Fluminense (Rio de Janeiro)         | 1       | 1919                                                              | 6     | 1918, 1941, 1946, 1975, 1980 e 1985 |
| Vasco da Gama (Rio de Janeiro)      | 1       | 1936                                                              | 6     | 1929, 1934, 1945, 1947, 1956 e 1987 |
| Paulistano (São Paulo)              | 1       | 1918                                                              | 2     | 1917 e 1919                         |
| Santos (Santos)                     | 1       | 1956                                                              | 2     | 1955 e 1961                         |
| Athletica das Palmeiras (São Paulo) | 1       | 1911                                                              | 0     |                                     |
| Americano (São Paulo)               | 1       | 1912                                                              | 0     |                                     |
| São Bento (São Paulo)               | 1       | 1914                                                              | 0     |                                     |
| Inter de Limeira (Limeira)          | 1       | 1986                                                              | 0     |                                     |
| São Cristóvão (Rio de Janeiro)      | 0       |                                                                   | 1     | 1926                                |
| Portuguesa (São Paulo)              | 0       |                                                                   | 1     | 1935                                |

## Títulos por estado
| Estado         | Títulos | Temporadas |
| -------------- | ------- | --- |
| São Paulo      | 24      | 1911, 1912, 1914, 1918, 1926, 1929, 1932, 1934, 1941, 1942, 1943, 1944, 1945, 1946, 1947, 1948, 1953, 1956, 1957, 1975, 1980, 1985, 1986 e 1987 |
| Rio de Janeiro | 8       | 1917, 1919, 1931, 1935, 1936, 1944, 1955 e 1961                                                                                                 |